# Spruce Meadows Masters
O Spruce Meadows Masters é um tradicional torneio internacional de hipismo que acontece, anualmente, em Calgary, Alberta, no Canadá, e é um evento chave do calendário equestre, que permite aos cavaleiros chegar ao topo do universo hípico. Historicamente, a Grã-Bretanha tem o maior número de vitórias na competição, enquanto os donos da casa conseguiram a vitória pela primeira vez em 2006. O Masters premiará o vencedor com 2.115 milhões de dólares, cerca de R$ 4,8 milhões.
Dentre os competidores, estarão Christian Ahlmann (Alemanha), primeiro do mundo, Beezie Madden (EUA), o segundo, e Kevin Staut (França), terceiro do ranking. Gerco Schroeder (Holanda), Steve Guerdat (Suiça), Kent Farrington (EUA), e Bost (França) estrearão em Spruce Meadows.